# Net Promoter Score
Net Promoter Score, zkráceně NPS, je míra loajality zákazníků nebo zaměstnanců vytvořená (a chráněná registrací) Fredem Reichheldem a firmami Bain & Company a Satmetrix. Reichheld ji uveřejnil roku 2003 v časopise Harvard Business Review článkem „One Number You Need to Grow“. NPS nabývá hodnot mezi -100 a 100 včetně, vyšší hodnota znamená vyšší loajalitu zkoumaných osob. Zastánci NPS tvrdí, že koreluje s růstem výnosů a může jednodušeji nahradit tradiční měření zákaznické spokojenosti.
Výpočet NPS se provádí na základě marketingového výzkumu, při kterém respondenti dostanou otázku „Jak pravděpodobné je, že byste doporučili (společnost / produkt / službu...) příteli nebo kolegovi?“ a odpovídají na škále 0 (zcela nepravděpodobné) až 10 (zcela pravděpodobné). Procento těch, kteří odpověděli 0 až 6 (neloajální) se odečte od procenta těch, kteří odpověděli 9 nebo 10 (loajální klienti). Výsledný rozdíl je NPS. Například pokud 20 % klientů je neloajálních a 60 % loajálních, je NPS rovno 60 – 20 = +40.
Hodnoty NPS nižší než nula se obvykle vykládají jako příznak potíží s loajalitou, naopak víc než +50 je výborné. Záleží však také na kontextu a porovnání s konkurencí.